# 301. Schützendivision (Rote Armee)
Die 301. Schützendivision war im Zweiten Weltkrieg ein Großverband der Roten Armee, der mehrmals aufgestellt wurde. Die dritte Formation der Division war fast durchgehend der 5. Stoßarmee unterstellt.

## Geschichte

### 1. Formation
Die 301. Schützendivision wurde nach Beginn des Großen Vaterländischen Krieges aufgestellt und kämpfte von Juli – Dezember 1941 an der Südwestfront. Anfang August konzentrierte sie bei Bogoduchow und im September wurde sie im Rahmen der 26. Armee während der Schlacht von Kiew am nördlichen Ufer des Dnjepr als Reserve eingesetzt, sie entging zwar der allgemeinen Einkesselung wurde aber danach aufgelöst.

### 2. Formation
Die zweite Formation wurde seit Dezember 1941 im Raum Krasnojarsk formiert und offiziell am 20. Januar 1942 als 301. Schützendienst in Dienst gestellt und im Februar an die Front geschickt. Die Division wurde im Mai der 21. Armee zugeteilt und bis 13. Juli 1942 im Zug der deutschen Don-Offensive am Fluss Oskol zerschlagen und aufgelöst.

### 3. Formation
Am 14. August 1943 wurde Oberst W. S. Antonow zum Kommandeur der neu aufgestellten 301. Schützen-Division ernannt, welche der 5. Stoßarmee der Südfront (seit Oktober 1943 4. Ukrainische Front) zugewiesen wurde. Die Truppen der Division nahmen an den Operationen im Donbass, Melitopol, und Nikopol-Kriwoi Roger Operation teil. Die Division wurde besonders durch die Befreiung der Städte Makejewka und Stalino bekannt, für die sie im September 1943 mit dem Ehrennamen „Staliner“ ausgezeichnet wurde. Im März 1944 wurde die Division mit dem übergeordneten 9. Schützenkorps zur 57. Armee der 3. Ukrainischen Front versetzt, wo sie sich in Odessaer Operation bewährte.
Ende August 1944 – in der den letzten Phase der Operation Jassy-Kischinew –  waren es Truppen der 301. Schützen-Division, welche das Hauptquartier des deutschen XXX. Armeekorps überrannten und innerhalb einer Woche 2548 Gefangene einbringen konnten. Im September 1944 wurde die Division wieder der 5. Stoßarmee (Generaloberst Nikolaj Bersarin) zugeteilt, die inzwischen bei 1. Weißrussische Front eingesetzt wurde. Die 301. Schützendivision war im Rahmen des 9. Schützenkorps (Generalleutnant Iwan Pawlowitsch Rosslij) besonders erfolgreich an der Weichseloffensive beteiligt. Am 14. Januar 1945 ging die Division aus dem Brückenkopf von Magnuszew in die Offensive und brach im August 1944 durch die deutsche Verteidigung an der Weichsel durch. Von Mitte April bis Mai 1945 nahmen ihre Truppen im Rahmen der Berliner Operation am Angriff über Karlshorst auf das Stadtzentrum teil. Von Süden kommend nahm die Division am Morgen des 29. April das Gestapo-Hauptquartier in der Prinz-Albrecht-Straße ein.
Am 2. Mai 1945 besetzte die 301. Schützendivision kampflos die Neue Reichskanzlei und nahm den letzten verbleibenden Bewohner des Führerbunkers Johannes Hentschel in Gewahrsam.

## Kommandeure
- Oberst Alexei Alexandrowitsch Sokolow, Juli – September 1941
- Generalmajor Alexander Timofejewitsch Woltshkow, 27. Dezember 1941 – 18. Februar 1942
- Oberst Pjotr Iwanowitsch Iwanow, 19. Februar 1942 – 13. Juli 1942
- Oberst (ab 11. Juli 1945 Generalmajor) Wladimir Semjonowitsch Antonow, 14. August 1943 – Dezember 1945
- Generalmajor Woldemar Franzewitsch Damberg, Dezember 1945 – Juli 1946